# Askerton Castle

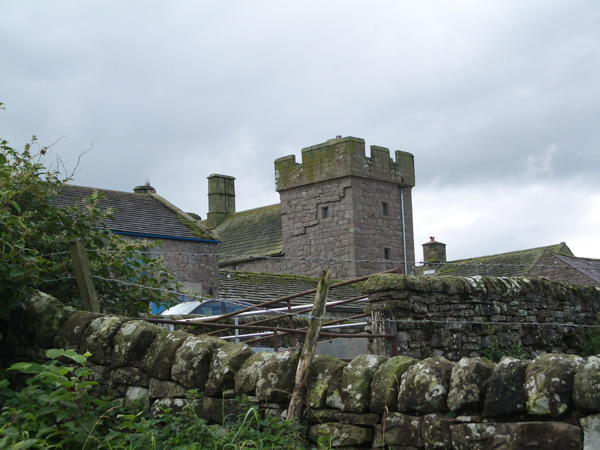
Turm von Askerton Castle

Askerton Castle ist ein mittelalterliches, befestigtes Herrenhaus im Dorf Askerton in der englischen Grafschaft Cumbria.

## Geschichte

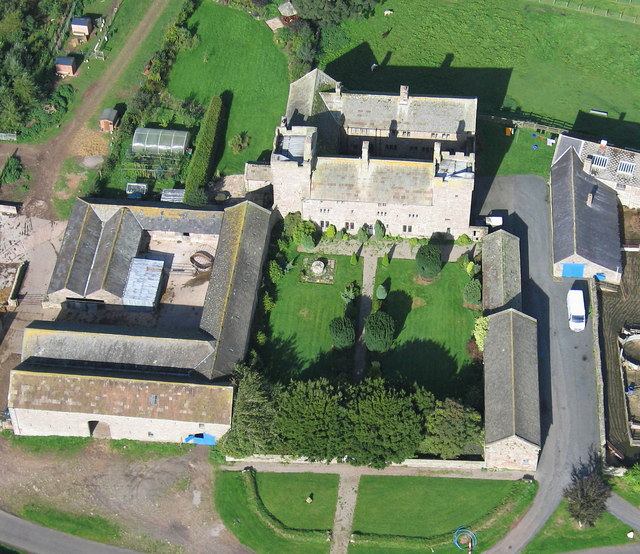
Luftaufnahme der Burg

Askerton Castle wurde um das Jahr 1300 im Dorf gleichen Namens errichtet. Ursprünglich war die Burg ein unbefestigtes Herrenhaus, aber Ende des 15. Jahrhunderts ließ William Dacre, 3. Baron Dacre, zwei zinnenbewehrte Türme an beiden Enden des Herrenhauses bauen, vermutlich eher mit dem Ziel, den Wohnraum in seinem Anwesen zu vergrößern, als aus Verteidigungsgründen. Ein dritter Turm könnte an der Nordwestecke des Hauses entstanden sein, diesmal zur Verteidigung, aber er existiert heute nicht mehr. In den 1850er-Jahren wurde die Burg von Architekt Anthony Salvin renoviert.
Askerton Castle ist von English Heritage als historisches Gebäude I. Grades gelistet.